# Adiastaltus
Adiastaltus és un gènere extint de mamífers xenartres, possiblement de l'ordre dels pilosos i el subordre dels vermilingües, que visqueren a Sud-amèrica durant el Miocè inferior, fa entre 16,3 i 17,5 milions d'anys. Se n'han trobat restes fòssils a la província argentina de Santa Cruz. L'anatomia de l'húmer fa pensar en un vincle amb els tamàndues d'avui en dia. En un primer moment, fou classificat com un monotrema. El nom genèric Adiastaltus significa ‘ambigu’ i es refereix a la confusió que envolta la seva posició taxonòmica.